# Vydrná
Vydrná (ungarisch Vidornya – bis 1907 Vidrna) ist eine Gemeinde im Nordwesten der Slowakei, mit 252 Einwohnern (Stand 31. Dezember 2024), die zum Okres Púchov, einem Teil des Trenčiansky kraj, gehört.

## Geographie

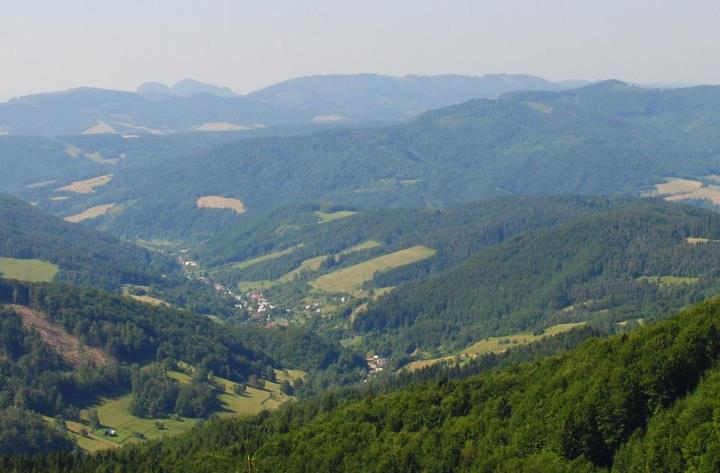
Blick auf Vydrná

Die Gemeinde befindet sich im südwestlichen Teil des Javorníky-Gebirge im Tal des Baches Vydrná, nahe der Grenze zu Tschechien. Das Ortszentrum liegt auf einer Höhe von 409 m n.m. und ist 12 Kilometer von Púchov entfernt.
Nachbargemeinden sind Lazy pod Makytou im Westen und Norden, Horná Mariková im Nordosten, Dolná Mariková im Osten, Dohňany (Ortsteil Zbora) im Südosten, Mestečko und Záriečie im Süden und Lúky im Südwesten.

## Geschichte
Vydrná wurde zum ersten Mal 1475 als Wydrna schriftlich erwähnt und gehörte zum Herrschaftsgebiet der Burg Lednica. 1598 standen 13 Häuser in Wydrna, 1784 hatte die Ortschaft 96 Häuser, 109 Familien und 661 Einwohner, 1828 zählte man 101 Häuser und 622 Einwohner, die als Landwirte und Obstbauern beschäftigt waren.
Bis 1918 gehörte der im Komitat Trentschin liegende Ort zum Königreich Ungarn und kam danach zur Tschechoslowakei beziehungsweise heutigen Slowakei.
Von 1979 bis 1990 war Vydrná Teil der Nachbargemeinde Lúky.

## Bevölkerung
| Jahr                | 1994 | 2004    | 2014    | 2024     |
| ------------------- | ---- | ------- | ------- | -------- |
| Anzahl der Personen | 361  | 346     | 333     | 252      |
| Unterschied         |      | −4,15 % | −3,75 % | −24,32 % |

| Jahr                | 2023 | 2024    |
| ------------------- | ---- | ------- |
| Anzahl der Personen | 260  | 252     |
| Unterschied         |      | −3,07 % |

Nach der Volkszählung 2011 wohnten in Vydrná 350 Einwohner, davon 340 Slowaken und zwei Tschechen. Acht Einwohner machten keine Angabe zur Ethnie.
252 Einwohner bekannten sich zur Evangelischen Kirche A. B., 71 Einwohner zur römisch-katholischen Kirche, zwei Einwohner zur evangelisch-methodistischen Kirche sowie jeweils ein Einwohner zur Bahai-Religion, zur Brüdergemeinde und zur griechisch-katholischen Kirche. Neun Einwohner waren konfessionslos und bei 13 Einwohnern wurde die Konfession nicht ermittelt.